# Duitsland op het Eurovisiesongfestival 2017

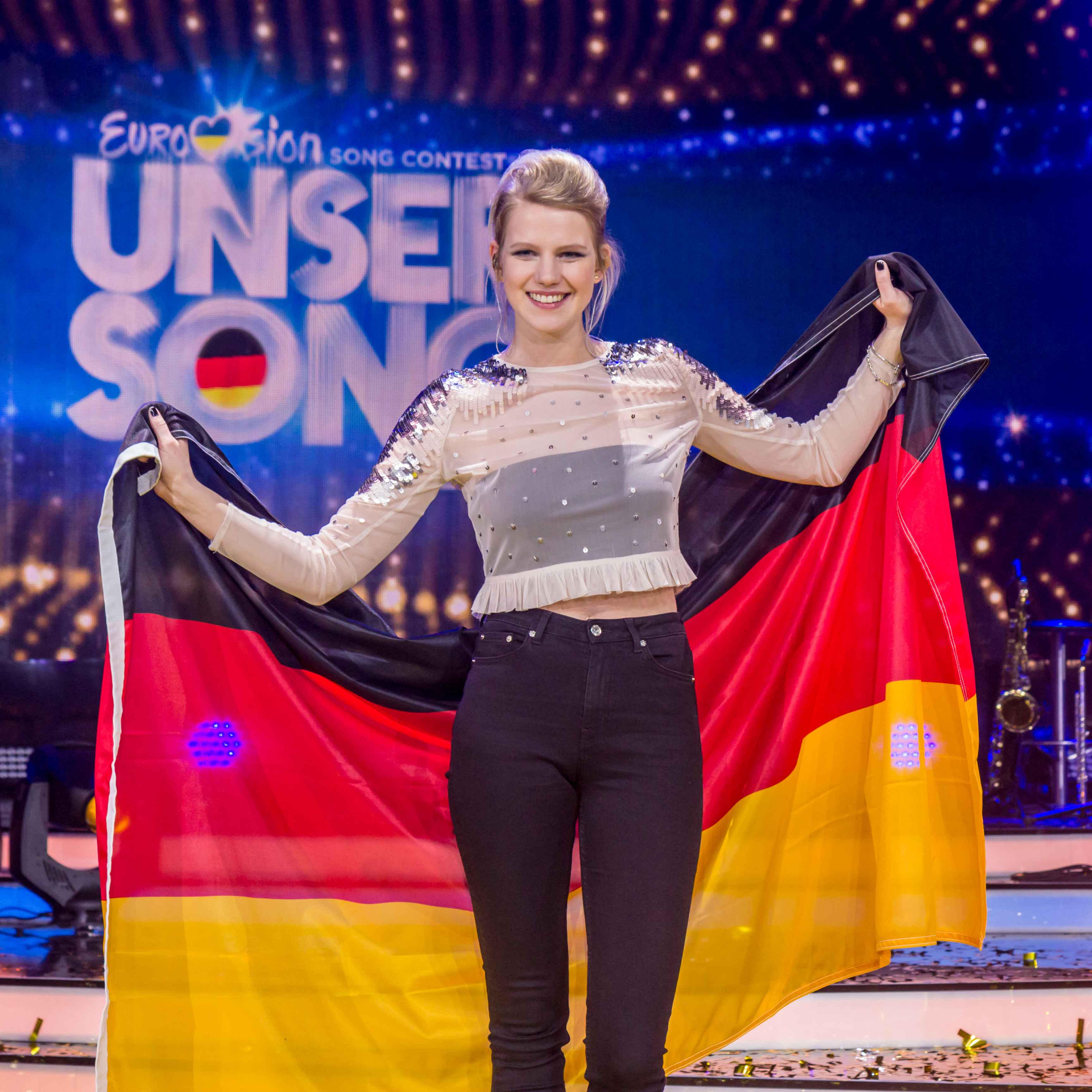
Levina won de Duitse preselecties.

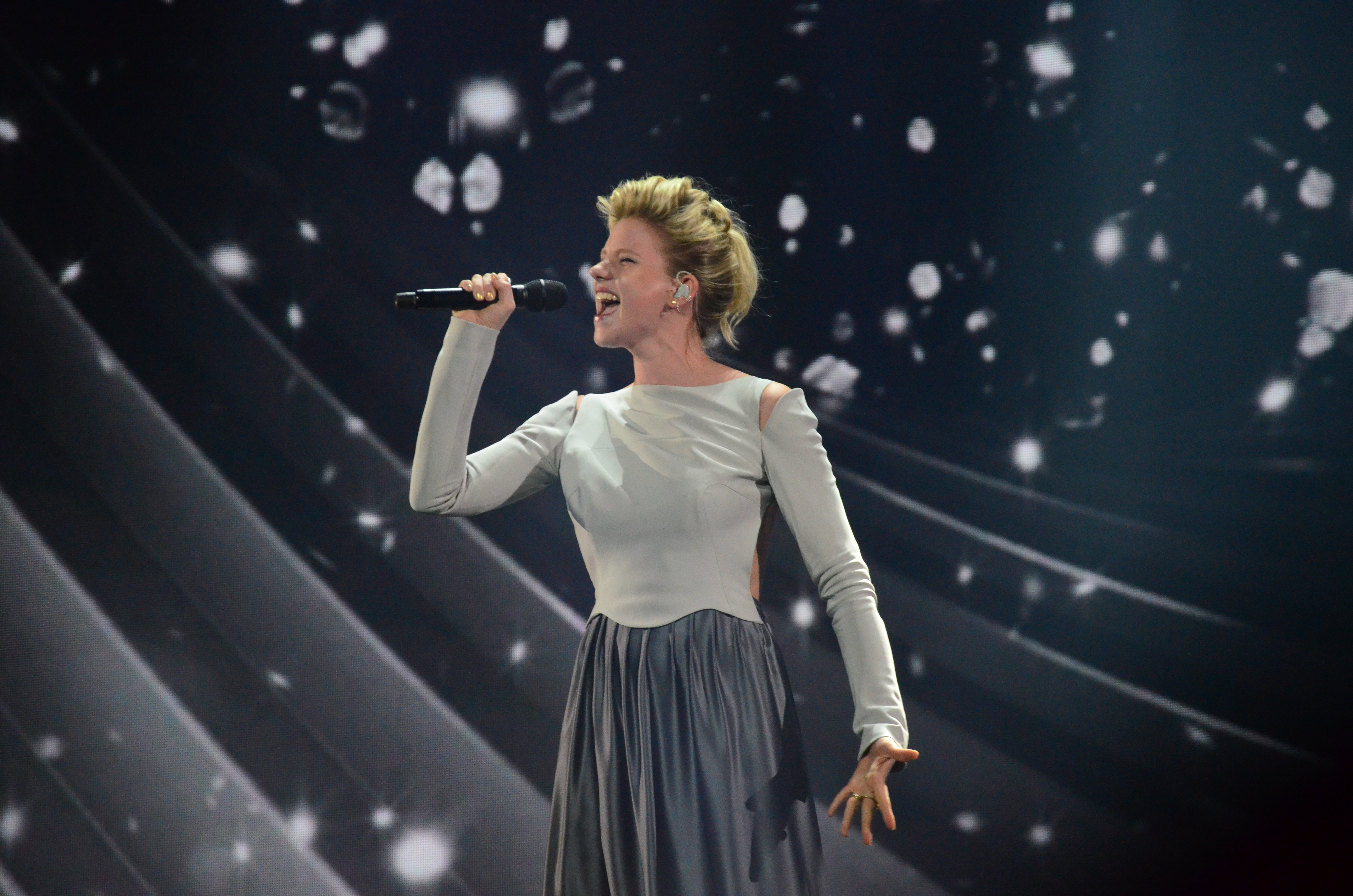
Levina tijdens de generale repetitie voor de finale van het Eurovisiesongfestival 2017

Duitsland nam deel aan het Eurovisiesongfestival 2017 in Kiev, Oekraïne. Het was de 61ste deelname van het land aan het Eurovisiesongfestival. ARD was verantwoordelijk voor de Duitse bijdrage voor de editie van 2017.

## Selectieprocedure
ARD bevestigde op 23 mei 2016 te zullen deelnemen aan de komende editie van het Eurovisiesongfestival. ARD opteerde voor een nationale finale. Geïnteresseerde artiesten konden zich van 14 september tot 18 november 2016 online inschrijven. Een tweede mogelijkheid was om zich te presenteren tijdens een van de twee auditierondes, op 5 november in Keulen of op 12 november in Hamburg. 2.493 artiesten schreven zich in. Deze lijst werd door een jury teruggebracht tot 33. Deze artiesten mochten in een finale auditie strijden om de vijf tickets voor de nationale finale. Nathan Trent werd uit deze lijst geschrapt toen duidelijk was geworden dat hij door de Oostenrijkse openbare omroep was geselecteerd om Oostenrijk te vertegenwoordigen op het Eurovisiesongfestival 2017. Op 6 januari 2017 maakte ARD de namen van de vijf geselecteerde artiesten bekend.
Unser Song 2017 werd gehouden op 9 februari 2017 in de Köln-Mülheim Studios in Keulen en gepresenteerd door Barbara Schöneberger. Een jury bestaande uit Lena Meyer-Landrut, Florian Silbereisen en Tim Bendzko gaf advies, maar had geen stemrecht. Het televotende publiek bepaalde wie Duitsland zou vertegenwoordigen in Kiev. In een eerste stemronde mochten alle vijf de artiesten een zelf gekozen cover brengen. In de tweede ronde zongen de drie overgebleven artiesten Wildfire, een van de twee nummers die Duitsland konden vertegenwoordigen. De top twee stootte door naar de derde ronde, waarin het tweede mogelijke nummer werd gebracht, getiteld Perfect life. Hierna kon het publiek stemmen op diens twee favoriete nummers. De keuze viel uiteindelijk op de twee versies van Levina. In de finale stemronde koos het publiek vervolgens voor Perfect life.

## Unser Song 2017
Eerste ronde
| Plaats | Artiest           | Lied                | Stemmen |
| ------ | ----------------- | ------------------- | ------- |
| 1      | Levina            | When we were young  | 89.156  |
| 2      | Helene Nissen     | Folsom prison blues | 49.964  |
| 3      | Axel Feige        | You know my name    | 39.242  |
| 4      | Felicia Lu Kürbiß | Dancing on my own   | 13.139  |
| 5      | Yosefin Buohler   | Love on top         | 12.748  |

Eerste ronde
| Plaats | Artiest       | Lied     | Stemmen |
| ------ | ------------- | -------- | ------- |
| 1      | Levina        | Wildfire | 79.811  |
| 2      | Axel Feige    | Wildfire | 47.639  |
| 3      | Helene Nissen | Wildfire | 41.459  |

Derde ronde
| Plaats | Artiest    | Lied         | Stemmen |
| ------ | ---------- | ------------ | ------- |
| 1      | Levina     | Wildfire     | 124.326 |
| 2      | Levina     | Perfect life | 60.474  |
| 3      | Axel Feige | Perfect life | 57.631  |
| 4      | Axel Feige | Wildfire     | 36.266  |

Vierde ronde
| Plaats | Artiest | Lied         | Stemmen |
| ------ | ------- | ------------ | ------- |
| 1      | Levina  | Perfect life | 100.407 |
| 2      | Levina  | Wildfire     | 45.285  |

## In Kiev
Als lid van de vijf grote Eurovisielanden mocht Duitsland automatisch deelnemen aan de grote finale, op zaterdag 13 mei 2017. Daarin eindigde het land als 25ste en voorlaatste, met 6 punten.
1956 · 1957 · 1958 · 1959 · 1960 · 1961 · 1962 · 1963 · 1964 · 1965 · 1966 · 1967 · 1968 · 1969 · 1970 · 1971 · 1972 · 1973 · 1974 · 1975 · 1976 · 1977 · 1978 · 1979 · 1980 · 1981 · 1982 · 1983 · 1984 · 1985 · 1986 · 1987 · 1988 · 1989 · 1990 · 1991 · 1992 · 1993 · 1994 · 1995 · 1996 · 1997 · 1998 · 1999 · 2000 · 2001 · 2002 · 2003 · 2004 · 2005 · 2006 · 2007 · 2008 · 2009 · 2010 · 2011 · 2012 · 2013 · 2014 · 2015 · 2016 · 2017 · 2018 · 2019 · 2020 · 2021 · 2022 · 2023 · 2024 · 2025
Albanië · Armenië · Australië · Azerbeidzjan · België · Bulgarije · Cyprus · Denemarken · Duitsland · Estland · Finland · Frankrijk · Georgië · Griekenland · Hongarije · Ierland · IJsland · Israël · Italië · Kroatië · Letland · Litouwen · Macedonië · Malta · Moldavië · Montenegro · Nederland · Noorwegen · Oekraïne · Oostenrijk · Polen · Portugal · Roemenië · San Marino · Servië · Slovenië · Spanje · Tsjechië · Verenigd Koninkrijk · Wit-Rusland · Zweden · Zwitserland